# 尤寧鎮區 (愛荷華州靈戈爾德縣)
尤寧鎮區（英語：Union Township）是位於美國愛荷華州靈戈爾德縣的一個行政鎮區。

## 地方資料
根據2010年美國人口普查的數據，尤寧鎮區的面積為91.91平方千米，當中陸地面積為90.05平方千米，而水域面積為1.86平方千米。當地共有人口286人，而人口密度為每平方千米3.11人。